# Unboxed (Sammy Hagar)
| Recensione | Giudizio |
| ---------- | -------- |
| AllMusic   | [ 1 ]    |

Unboxed è un album raccolta di Sammy Hagar, pubblicato nel 1994 dalla Geffen Records.

## Tracce
Le prime due tracce sono state registrate per questo album.
1. High Hopes - 4:57 -  (Sammy Hagar)
2. Buying My Way into Heaven - 4:35 -  (Sammy Hagar)
3. I'll Fall in Love Again - 4:10 -  (Sammy Hagar)
4. There's Only One Way to Rock - 4:11 -  (Sammy Hagar)
5. Heavy Metal - 3:47 -  (Sammy Hagar, Peterik)
6. Eagles Fly - 4:57 -  (Sammy Hagar)
7. Baby's on Fire - 3:31 -  (Sammy Hagar)
8. Three Lock Box - 3:22 -  (Sammy Hagar)
9. Two Sides of Love - 3:41 -  (Sammy Hagar)
10. I Can't Drive 55 - 4:12 -  (Sammy Hagar)
11. Give to Live - 4:21 -  (Sammy Hagar)
12. I Don't Need Love - 3:08 -  (Bill Church, Sammy Hagar, David Lauser, Gary Pihl)

## Formazione
- Sammy Hagar - voce (tutte), chitarra
- Gary Pihl - chitarra (tracce: 3, 4, 5, 7, 8, 9, 10, 12)
- Jesse Harms - tastiere (tracce 6 e 11)
- John Pierce - basso (tracce: 1, 2)
- Bill Church - basso (tracce: tutte tranne 1, 2)
- David Lauser - batteria